# Who (album)
Who je dvanácté studiové album anglické rockové skupiny The Who. Vydáno bylo 6. prosince 2019 společností Polydor Records. Jde o první řadové album kapely po třinácti letech – to poslední, nazvané Endless Wire, vydali v roce 2006. Většinu písní pro album napsal Pete Townshend, který je zároveň spolu s Davem Sardym producentem alba. S produkcí zpěvu pomáhal Dave Eringa. Autorem obalu alba je Peter Blake, který s kapelou spolupracoval již v minulosti, na albu Face Dances (1981).

## Seznam skladeb
1. All This Music Must Fade – 3:20
2. Ball and Chain – 4:29
3. I Don't Wanna Get Wise – 4:54
4. Detour – 3:46
5. Beads on One String – 3:40
6. Hero Ground Zero – 4:52
7. Street Song – 4:47
8. I'll Be Back – 5:01
9. Break the News – 4:30
10. Rockin' in Rage – 4:04
11. She Rocked My World – 3:22